# El día por delante (programa de televisión de 2008)
El día por delante fue un programa de televisión, emitido por TVE las mañanas de los sábados de 2008.

## Formato
Espacio que respondía de magacín, estaba presentado por los periodistas Inés Ballester e Iñaki del Moral, con la colaboración de María Avizanda, César Heynrich, Juanjo Armario y Cándida Villar. Se daban consejos sobre tiempo libre, ocio, cocina, moda, salud y moda.

### Secciones
- El Tiempo.
- Rutas.
- Bueno, bonito, barato
- Cuídate.
- Enséñame tu casa.
- Más que mascotas.
- Guía cándida.
- ¿Te acuerdas?
- Pide por esa boquita.
- ¿Qué me pongo?.
- Cartelera Express.
- Actualidad

## Episodios y audiencias
| Temporada | Temporada | Episodios | Estreno            | Final               | Audiencia media | Audiencia media | Audiencia media |
| Temporada | Temporada | Episodios | Estreno            | Final               | Espectadores    | Cuota           |                 |
| --------- | --------- | --------- | ------------------ | ------------------- | --------------- | --------------- | --------------- |
|           | 1         | 10        | 24 de mayo de 2008 | 2 de agosto de 2008 | 583 000         | 12,0%           |                 |

### Temporada 1: 2008
| Temporada 1 |    |                     |                 |
| 1           | 1  | 24 de mayo de 2008  | 660 000 (12,1%) |
| 2           | 2  | 31 de mayo de 2008  | 416 000 (10,4%) |
| 3           | 3  | 7 de junio de 2008  | 422 000 (11,7%) |
| 4           | 4  | 14 de junio de 2008 | 706 000 (12,9%) |
| 5           | 5  | 21 de junio de 2008 | 780 000 (13,7%) |
| 6           | 6  | 5 de julio de 2008  | 644 000 (12,0%) |
| 7           | 7  | 12 de julio de 2008 | 392 000 (11,1%) |
| 8           | 8  | 19 de julio de 2008 | 583 000 (12,0%) |
| 9           | 9  | 26 de julio de 2008 | 577 000 (11,9%) |
| 10          | 10 | 2 de agosto de 2008 | 650 000 (12,0%) |